# Foxton
Foxton è una nuova tecnologia sviluppata da Intel per il risparmio energetico. Le differenze dall'attuale SpeedStep, consistono nel fatto che questa tecnica non si limiterà a diminuire voltaggio e frequenza quando il processore è scarsamente utilizzato, ma potrà anche aumentare il clock oltre le specifiche nominali del processore a seconda del carico di lavoro, si tratta quindi di una sorta di overclock dinamico.
Foxton verrà impiegato in futuro in tutta la linea di processori Intel, comprese le piattaforme Xeon e Itanium 2. Di queste ultime si sa già che i primi core ad implementare Foxton saranno Montvale, Millington e Montecito.